# Røde Vejrmølle
Røde Vejrmølle er en hollandsk vindmølle i Albertslund på grænsen til Glostrup. Der har været en mølle på stedet siden 1776 efter at Roskildevej blev anlagt.
Der lå oprindeligt en mølle længere nordpå ved Herstedøster, hvor den havde ligget siden 1400-tallet, og den lå senest på Gamle Landevej – den oprindelige landevej mellem København og Roskilde. Møllen brændte dog ned i forbindelse med svenskekrigene i 1658, og lå længe hen som en ruin. I 1721 blev møllen genopbygget, og samtidig blev Røde Vejrmølle Kro opført ved siden af, efter at den nye ejer havde opnået kongeligt privilegium til krodrift. I forbindelse med at den nye Roskildevej blev anlagt flyttede man simpelthen både mølle og kro længere sydpå for at ligge ved den nye hovedvej mellem København og Roskilde.
Den gamle mølle nedbrændte i 1973, hvorefter man flyttede Fristrup Mølle ved Tølløse til Albertslund. Fristrup Mølle blev valgt fordi den lignede den oprindelige mølle og huser i dag et opbevaringsfirma.
Røde Vejrmølle har lagt navn til rækkehusbebyggelsen Røde Vejrmølle Park samt erhvervsområdet Røde Vejrmølle Industripark, som bl.a. huser hovedkvarteret for Coop Danmark.